# Konanagundi, Kanakapura
Konanagundi là một làng thuộc tehsil Kanakapura, huyện Ramanagara, bang Karnataka, Ấn Độ.